# Илюзионно изкуство
Илюзионното изкуство е вид изкуство, което се характеризира с ловкост на ръцете, използване на трикове или специална апаратура за създаване на илюзии за нарушение на привичните физически свойства на предметите. Название произлиза от френската дума Illusionner – въвеждам в заблуждение.
Илюзионист (фокусник, факир) е артист, демонстриращ фокуси, основаващи се на различни физически и психологически явления и подсъзнателни заблуждения. По исторически причини илюзионистите се наричат магове или магьосници.

## История
Историята на илюзионното изкуство започва в дълбока древност. Най-старите сведения за илюзия датират от 2600 г. пр.н.е. През 1823 г. Хенри Уесткар открива папирус от древния Египет, който съдържа най-древния разказ за магьосник, именуван Джей Ди, поканен в двореца да изнесе пред фараона Хеопс магически сеанс. Той демонстрира фокус, в който симулира обезглавяване на една гъска. След като всички присъстващи са убедени в обезглавяването, животното изненадващо възстановява главата си, свободно размахва крила и отлита. Същият фокус бил повторен с пеликан и дори със затворник на фараона. Естествено в папируса не е описана тайната на изпълнението на фокуса и днес можем само да гадаем каква е техниката на неговото изпълнение. Именно забулената в тайна техника на фокусите е дала възможност на най-добрите магове в древността да станат приближени към двора на владетеля и техните умения да се използват за манипулиране на поданиците.
Интересни са сведенията за магическото изкуство в Древна Гърция, прилагано от жреците в храмовете на боговете. Според описанията в книгите, придружени с илюстрации, са описани механични техники, използвани при религиозните ритуали, като огнени пламъци, изригващи от мраморния под пред олтара, и звуци, илизащи от устата на статуите на боговете и усилени чрез системи от механични усилватели, които създават мистични внушения у посетителите. Всичко това говори за огромното влияние, което маговете (жреците) могат да упражняват върху населението. Характерно за магичното изкуство в древността е, че хората са вярвали в натурализма на магията и се акцентира върху това, че боговете и духовете участват в реализирането ѝ.
С течение на времето магичното изкуство търпи развитие, мистичният му ореол избледнява и в I век след Христа вече има сведения, че магията се превръща все повече в изкуство и маговете започват да демонстрират своите умения, използвайки най-вече техника, акцентираща върху ловкостта на ръцете. Най-старият документиран фокус е трик с преместването на топчето и чашките. Този фокус изпълняван и до днес е впечатлил холандския художник Йеронимус Бош живял през XV – XVI век, създал картината „Фокусник“.
В годините на Средновековието магьосниците срещат голяма съпротива от страна на Църквата. Всичко магично и свръхестествено, за което църквата няма обяснение, се е смятало за шарлатанство, вещерство, свързано с дявола и е заклеймявано като черна магия. Голяма част от маговете (вещиците) са подложени от Църквата на гонения и за своето спасение те са били принудени да разкрият секретите на своите фокуси, доказвайки че няма нищо свръхестествено, което разбира се намалява очарованието на магичното изкуство.
Годините на Инквизицията са тежки за маговете – чрез гонения, изгаряния, обесвания и др. Църквата ограничава влиянието на магичното изкуство върху масовата психологията. В края на XV век (1584 г.), когато ловът на вещици се превръща в кървава баня, Реджиналд Скот публикува първата книга в защита на магичното изкуство, която има за цел да разкрие някои от техниките на фокусите и илюзиите като отдели изкуството на мага от вещерството, което е считано за подвластно на дявола. В книгата за първи път се показва, че магичното изкуство е подчинено на натурализма, законите на физиката, ловкостта на ръцете и заблуда на човешкото око. Това позволява на магичното изкуство да оцелее, превръщайки се вече от изкуство за манипулиране на масите в изкуство за забавление както на простолюдието така и на аристокрацията. Фокусниците по това време са съществували като странстващи артисти по пазари, панаири и карнавали. От този период съществуват вече и писмени биографични сведения за известни фокусници (илюзионисти).
В началото на XIX век магичните представления се изпълняват в модерно подредени сцени, самите магове в изискано вечерно облекло са господари на сцената и прокарват пътя на поколението на модерното илюзионно изкуство.

### Първи представители
- Айзък Фокс – за произхода му няма сведения, предполага се че е от Лондон. Най-интересният му фокус е „Торбата с яйцата“. Билетът за представлението му е струвал 1 лира, което за онова време представлява изключително висока сума. След смъртта му (? 1731 г.) той оставя наследство равняващо се в днешни дни на 1 милион долара.
- Филип Бреслав (1726 – 1783) – фокусник от немско потекло, който развива „Менталната магия“ – способността да чете човешки мисли. За първи път представя свои спектакли в театър (1781 – Хеймаркет тиътър в Лондон).
- Джузепе Балзамо (1743 – 1795) – по-известен като мистичния Граф дьо Калиостро. Става известен в Европа не само със своето магично изкуство, а и чрез своите умения да лекува. Цялото му съществуване е обвито в мистериозност. За богатството му и за свръхестествените му способности са написани поредица от книги, граничещи с легенди. Осъден е на смърт от трибунала на Папската държава и е заточен в затвора на Сан Лео, намиращ се между Пезаро и Урбино.
- Бартоломео Боско (1793 – 1863) – роден в Торино, учи медицина в Италия и обикаля цяла Европа като професионален илюзионист. Най-известният му трик е фокусът „Чаши и топчета“. Известен е и с фокуса да убие с един изстрел на револвер 12 гълъба, които веднага след това излизат живи и пърхащи. Никой дотогава не е виждал подобно нещо в театър. Друг ефектен негов фокус бил „Летящото асо купа“. Завладява публиката с фокуса си с две пилета – едното бяло, другото черно, които се появяват от нищото и на които той разменя главите. Именно заради този фокус през 1838 г., след негово представление, той е остро критикуван от Робер Худен и е обвинен в жестокост и нехуманно отношение към животните. Самия Худен е знаел тайната на трика с пилетата и знаел, че във фокуса няма насилие, но критиката е продиктувана от професионална завист. През 1863 г. Боско умира в бедност, наследява го неговият син Еужен Боско. Кариерата на сина му не продължава дълго, той се прострелва в дясната ръка по време на представление.
- Жан Еужен Робер Уден (1805 – 1871) – роден в Блуи, Франция. Основател на първия Магичен театър през 1840 г. Париж, смятан за царя на модерното илюзионно изкуство. Известният Хари Худини приема неговото име Houdin като свой аристичен псевдоним. Часовникар по професия той прави различни механични играчки и прилага познанията си по механика във фокусите. Робер Худен е бил първият илюзионист, използвал модерни техники и електричество в своите спектакли. Умеел да завладява публиката си не просто с трикове, а с начина им на представяне. Неговата съпруга също участвала в иновационните му номера, според слухове той я е спасил от екзекуция от църквата. Едни от забележителните му номера са „Разрязването на жена“, „Левитация“, „Кабалистическия часовникът“, „Летящата монета“ и „Секрета на напитката“. Робер Худен живял за магията и неговият дом е отворен като обществен театър музей.
- Джон Хенри Андерсон (1814 – 1874) – вероятно първият шотландски илюзионист, най-великият шоумен в историята на магичното изкуство, известен като „Вълшебника на Севера“. Известен е с фокуса „Хващане на куршум с уста“. Той превръща спектакъла в шоу, първи използва печатането на афиши и средствата на рекламата за популяризиране на спектаклите си. Днес не всички помнят името на Андерсон, но неговите номера са преживели и се изпълняват вече 200 години.

### Български представители
- Мистер Сенко (1905 – 1987)
- Орфи (1943 – 1999)
- Астор (р. 1943-2022)